# استفان پیرز
استفان پیرز (انگلیسی: Stephen Pears؛ زادهٔ ۲۲ ژانویهٔ ۱۹۶۲) بازیکن فوتبال اهل بریتانیا است.
از باشگاه‌هایی که در آن بازی کرده‌است می‌توان به باشگاه فوتبال میدلزبرو، باشگاه فوتبال منچستر یونایتد، باشگاه فوتبال هارتل پول یونایتد، باشگاه فوتبال لیورپول،اشاره کرد.